# Nuttawut Khamrin
Nuttawut Khamrin (tiếng Thái: ณัฐวุฒิ คำรินทร์, sinh ngày 27 tháng 3 năm 1991), là một cầu thủ bóng đá người Thái Lan thi đấu ở vị trí hậu vệ phải và Tiền vệ chạy cánh phải cho câu lạc bộ ở Thai League 2 Nongbua Pitchaya.